# Frédéric Richard-Foy
Frédéric Émile Richard-Foy est un écrivain français et officier de la Marine française, né le 14 décembre 1849 à Toulon et mort le 27 décembre 1918 dans la même ville.
C'est sous le nom de Marc de Chandplaix que Frédéric Richard-Foy publie plusieurs romans, certains inspirés de ses navigations voire franchement autobiographiques comme Le fond d'un cœur.

## Carrière militaire et littéraire
En octobre 1866, il entre à l'École navale, passe aspirant de première classe le 2 octobre 1869 puis enseigne de vaisseau le 25 octobre 1871. Il est promu lieutenant de vaisseau le 1er octobre 1879 et obtient le commandement de l'aviso de transport la Meurthe, affecté à l'île de la Réunion, le 11 août 1886. Alors qu'elle est en escale à Diego-Suarez, sur l'île de Madagascar, la Meurthe est envoyée aux îles Crozet pour aller secourir les naufragés du Tamaris qui y sont réfugiés. Ces treize hommes ont fait connaître leur détresse en accrochant une plaque de métal au cou d'un albatros qui a été retrouvé sur les côtes d'Australie. Cependant, avant l'arrivée sur place de l'aviso, les naufragés, à court de vivre, quittent l'île aux Cochons à bord d'une chaloupe et disparaissent en mer en tentant de rejoindre l'île de la Possession située à une centaine de kilomètres,.
Après avoir relaté le voyage de la Meurthe de Sainte-Marie de Madagascar aux îles Crozet, Richard-Foy s'inspire de cette mission particulière pour écrire et publier sous le nom de Marc de Chandplaix, son roman Le fond d'un cœur, dont une partie importante est consacrée à la navigation vers l'archipel Crozet et à la visite des différentes îles à la recherche des naufragés. Dans ce roman, la Meurthe prend toutefois le nom de Galathée et les événements se déroulent en 1882 au lieu de 1887.
Le mont Richard-Foy, sur l'île aux Cochons, et l'île Richard-Foy, dans l'archipel des Kerguelen, ont été nommés en son honneur.

## Œuvres
- 1885 : Louloute : mœurs parisiennes
- 1890 : Le fond d'un cœur
- 1895 : Dans la houle
- 1896 : Pour un mari !